# Lijst van burgemeesters van Nieuw-Lekkerland
Dit is een lijst van burgemeesters van de voormalige Nederlandse gemeente Nieuw-Lekkerland in de provincie Zuid-Holland. Deze gemeente bestond tot 1 januari 2013 en ging toen op in de gemeente Molenwaard.
| Ambtsperiode | Naam burgemeester                             | Partij of stroming | Bijzonderheden                         |
| ------------ | --------------------------------------------- | ------------------ | -------------------------------------- |
| 1820 - 1842  | Eliza Vonck                                   |                    | tot 1825 schout                        |
| 1844 - 1846  | J.A. van der Stok                             |                    |                                        |
| 1846 - 1854  | N.J. Vonck                                    |                    |                                        |
| 1854 - 1897  | Johan Elias Anne Rudolph Rom baron Krayenhoff |                    |                                        |
| 1897 - 1921  | L.F.J. van Vliet                              |                    |                                        |
| 1921 - 1945  | F.M.A. van de Rovaart                         | CHU                |                                        |
| 1945         | J.C. Koert                                    | NSB                | eerder burgemeester van Wolphaartsdijk |
| 1945 - 1954  | F.M.A. van de Rovaart                         | CHU                |                                        |
| 1954 - 1971  | H.R. Nieborg                                  | ARP                |                                        |
| 1971 - 1977  | Ton Hardonk                                   | SGP                |                                        |
| 1977 - 1980  | Jan den Hoed                                  | PvdA               |                                        |
| 1981 - 1997  | Jacob de Jonge                                | SGP                |                                        |
| 1997 - 2001  | Henk Visser                                   | RPF/ChristenUnie   |                                        |
| 2001 - 2002  | Eppo van Veldhuizen                           | PvdA               | waarnemend                             |
| 2002 - 2007  | Oene Sierksma                                 | ChristenUnie       |                                        |
| 2007 - 2012  | Rinus Houtman                                 | SGP                | waarnemend                             |